# Pasărea Roșie
Pasărea Roșie este unul dintre cele patru simboluri ale constelațiilor chinezești. Potrivit lui Wu Xing, sistemul taoist cu cele cinci elemente, el reprezintă elementul focului. sudul, și sezonul de vară corespunzător. Astfel, uneori se numește Pasărea roșie de sud ( 南方朱雀  , Nán Fāng Zhū Què). Este cunoscut ca Zhū Què în chineză, Suzaku în japoneză, Jujak în coreeană, Chu Tước în vietnameză și ca Vermilion Bird in engleză. Este descrisă ca o pasăre roșie care seamănă cu un fazan cu un penaj de cinci culori și care este acoperit permanent de flăcări. Acesta este de adesea confundat cu Fenghuang datorită asemănărilor în aparență, dar cele două sunt creaturi diferite.  Fenghuang (similar cu un Phoenix în mitologii occidentale) este un conducător legendar al păsărilor care este asociat cu Împărăteasa Chineză în același mod în care dragonul este asociat cu Împăratul, în timp ce Pasărea Roșie este o creatură spirituală mitologică a constelațiilor chinezești. 

## Șapte vile
Ca și celelalte trei simboluri, există șapte "vile" sau poziții ale Lunii în cadrul Păsării Roșie. Numele și stelele determinative sunt:  
| Vila nr. | Nume ( pinyin ) | Traducere     | Stea determinativă |
| -------- | --------------- | ------------- | ------------------ |
| 22       | 井 (Jǐng)       | Bine          | μ Gem              |
| 23       | 鬼 (Guǐ)        | Fantomă       | θ Cnc              |
| 24       | 柳 (Liǔ)        | Salcie        | δ Hya              |
| 25       | 星 (Xing)       | Stea          | α Hya              |
| 26       | 張 (Zhang)      | Plasa extinsă | υ¹ Hya             |
| 27       | 翼 (YI)         | Aripi         | α Crt              |
| 28       | 軫 (Zhen)       | Car de război | γ Crv              |

## Natura simbolului

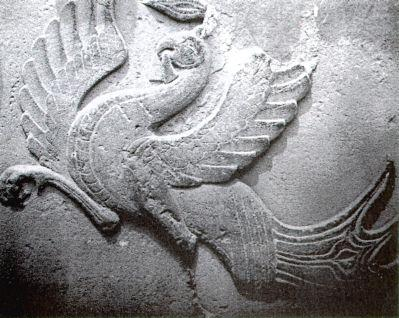
Porțile Pasării Roșie a unui complex de mausoleu a dinastiei Han

Pasărea Roșie este elegantă și nobilă, atât în aspect și comportament, cu pene în multe nuanțe de roșul chinezesc. Este foarte selectiv cu privire la ceea ce mănâncă și unde se găsește. 

## Legături externe
- "Graficele Star" și "Luna"
- Păsărea roșie de sud